# Afroman
Joseph Foreman, bedre kendt som Afroman (født 29. juli 1974) er en rapper/reggaesanger fra USA. Han slog igennem med hittet "Because I Got High" og "Crazy Rap".

## Diskografi
- My Fro-losophy (1998)
- Because I Got High (2000)
- Sell Your Dope (2000)
- The Good Times (2001)
- Afroholic... The Even Better Times (2004)
- Jobe Bells (2004)
- 4R0:20 (2004)
- The Hungry Hustlerz: Starvation Is Motivation (2004)
- Drunk 'n' High (2006)
- A Colt 45 Christmas (2006)
- Waiting to Inhale (2008)
- Frobama: Head of State (2009)
- Marijuana Music (2013)
- The Frorider (2014)
- Happy to Be Alive (2016)
- Cold Fro-T-5 and Two Frigg Fraggs (2017)
- Save a Cadillac, Ride a Homeboy (2020)
- Lemon Pound Cake (2022)[1]
- Famous Player (2023)